# Real Maryland FC
Real Maryland FC ist ein ehemaliges US-amerikanisches Fußball-Franchise der USL Premier Development League aus Rockville, Maryland.
Die Mannschaft wurde 2007 gegründet und spielt seit der Saison 2010 in der USL PDL, der vierthöchsten Liga der USA. Von 2008 bis 2010 spielten die Monarchs in der USL Second Division, der damals dritthöchsten Liga. Am Ende der Saison 2012 wurde es eingestellt.

## Stadion
- Maryland SoccerPlex; Germantown, Maryland (2008)
- Roy Lester Stadium; Rockville, Maryland (2009–2012)

In der Saison 2008 wurden die Heimspiele im Championship Stadium auf dem Maryland SoccerPlex ausgetragen. 2009 wechselte man nach Rockville, Maryland und spielte im Roy Lester Stadium, welches sich auf dem Gelände der Richard Montgomery High School befindet.

## Spieler
- Dennis Jonathan Alas (2008)
- Ronald Cerritos (2008)